# Пласенсуела
Пласенсуела (ісп. Plasenzuela) — муніципалітет в Іспанії, у складі автономної спільноти Естремадура, у провінції Касерес. Населення — 518 осіб (2010).
Муніципалітет розташований на відстані близько 230 км на південний захід від Мадрида, 31 км на схід від Касереса.

## Демографія
Динаміка населення (INE ):

## Галерея зображень

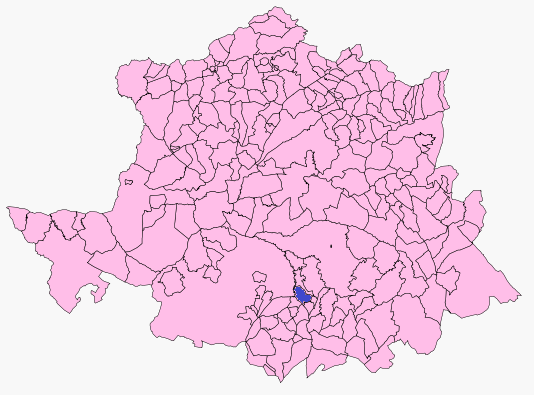
Розташування муніципалітету у провінції Касерес